# Warmoesstraat

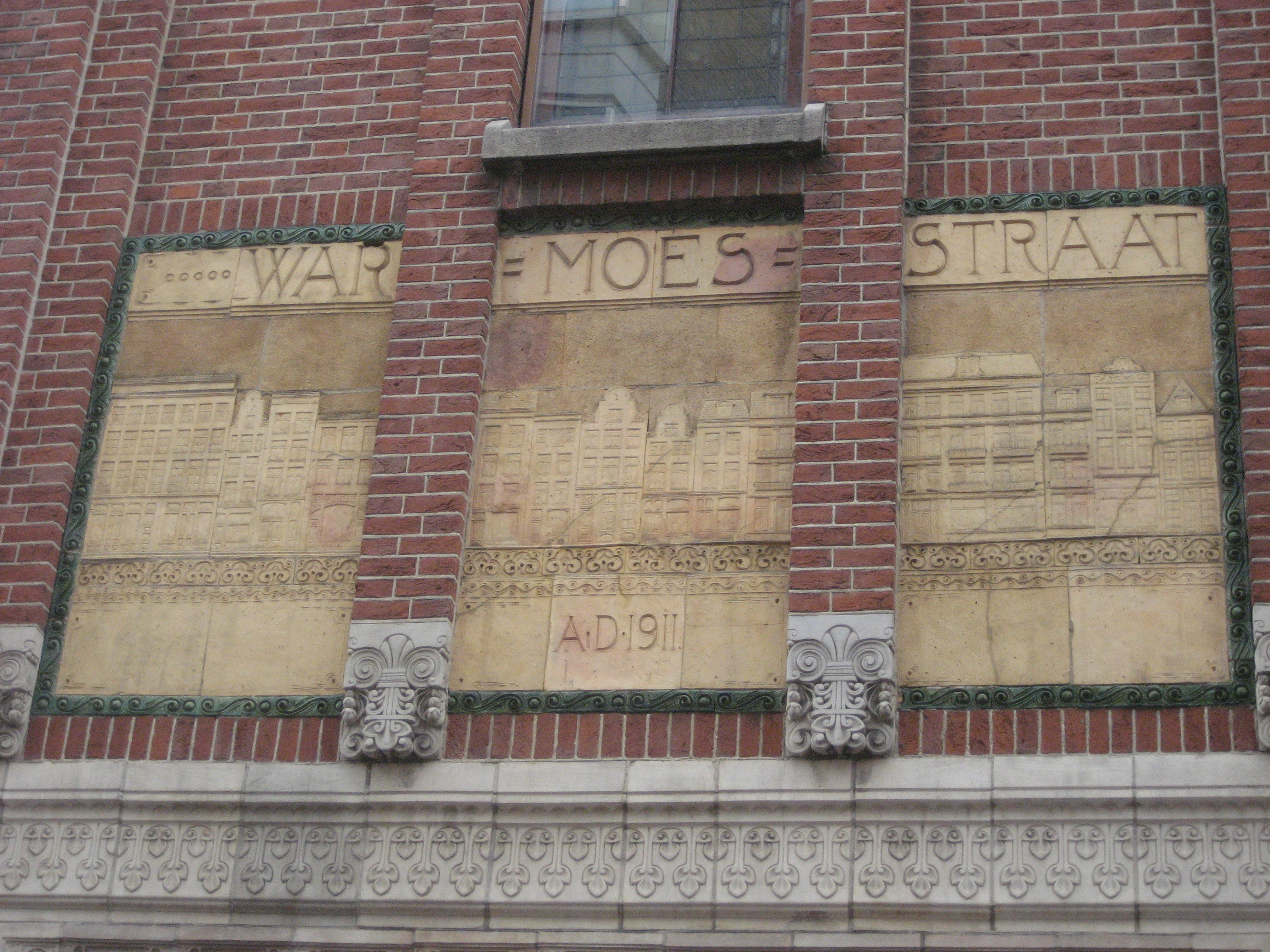
Fassadeninschrift Warmoesstraat

Die Rückfassaden einer Reihe Häuser entlang der Warmoesstraat sind zum Wasser des Damrak hin ausgerichtet. Foto aus dem 19. Jhd.

Die Warmoesstraat ist eine der ältesten Straßen in Amsterdam-Centrum. Die schmale autofreie Einkaufsstraße verläuft, parallel zum Damrak, in Nord-Süd-Richtung vom Nieuwebrugsteeg zum Dam.

## Name
Die Warmoesstraat besaß bis zum 17. Jahrhundert zwei Namen: Kerkstraat für den nördlichen Teil bis zur Oude Kerk und Warmoesstraat für den südlichen Teil. Dieser Name ist abgeleitet von dem alten Wort „Warmoezerij“, dem Anbau und Handel mit Gemüsen. 1957 wurde ein Teil der Straße beim Hotel Krasnapolsky dem Dam hinzugefügt. Der erste Abschnitt der Warmoesstraat heißt jedoch Sint Olofspoort, nach dem mittelalterlichen Stadttor, das dort einst stand.

## Geschichte
Mit dem im 13. Jahrhundert erfolgten Anlegen des Damms in der Amstel entstand Amsterdam. Das Stadtzentrum wurde von der alten Mündung der Amstel, dem Damrak, gebildet. Die Amstel hatte damals noch ihre volle Breite zwischen dem Nieuwendijk und dem Deich der heute die Warmoesstraat bildet. Bald wurde jedoch ein Streifen in die Uferaufschüttung gepflügt und die Straße auf beiden Seiten bebaut, wobei die Fassaden auf der Damrakseite im Wasser standen (und immer noch stehen). Die Warmoesstraat 90 ist das älteste erhaltene Wohnhaus der Stadt, wie eine dendrochronologische Untersuchung im Jahr 2012 ergab; das für den Bau verwendete Holz stammt aus der Zeit um 1485.
Am Damplatz stand bis 1565 eine öffentliche Waage und der Handel konzentrierte sich um den Damrak, der den Hafen bildete. Im 16. Jahrhundert war die Warmoesstraat die Straße mit den größten Häusern, in der die wohlhabendsten Bürger Amsterdams lebten. Jan Pieterszoon Coen wohnte vor seiner Heirat in der Warmoesstraat, als er sich in Holland aufhielt und Joost van den Vondel betrieb dort sein Strumpfwarengeschäft. Die Warmoesstraat war damals die Einkaufsstraße von Amsterdam und viele Handelsunternehmen ließen sich dort nieder.
Mit dem Bau der Herengracht und anderer Grachten im 17. Jahrhundert zogen die vermögenden Anwohner dorthin. Die Kalverstraat löste die Warmoesstraat als vornehme Einkaufsstraße ab. In den frei gewordenen Räumlichkeiten siedelten sich zahlreiche Restaurants an.

## Ab 20. Jahrhundert
In der zweiten Hälfte des 20. Jahrhunderts verschlechterte sich aufgrund zunehmenden Leerstandes der Zustand der Warmoesstraat rapide. In den 1980er Jahren waren die Warmoesstraat und der Zeedijk wegen der durch den Drogenhandel verursachten Belästigung eine der berüchtigtsten Straßen der Niederlande. Jedoch konnte durch gezielte Maßnahmen der Polizei und die vielen im Viertel neu installierten Überwachungskameras die Kriminalität in andere Viertel verlagert werden und die touristische Warmoesstraat zu eine sichereren Straßen Amsterdams gemacht werden. Viele historische Gebäude wurden renoviert und in Wohnungen umgewandelt. Die Straße ist heute auch ein belebtes Vergnügungszentrum, in dem sich vor allem Cafés, Hotels, Restaurants und Geschäfte befinden.
Ein Erbe der 1980er Jahre ist die relativ große Zahl von Coffeeshops, für die der Stadtbezirk jedoch im Flächennutzungsplan von 2006 eine Auslaufpolitik beschlossen hat: Nach dem Verkauf eines Geschäfts ist der Verkauf von Cannabis dort nicht mehr erlaubt. In einem gemeinsamen Strategiepapier aus dem Jahr 2008 wiesen die Gemeinde und der Bezirk sogar darauf hin, dass alle zehn Coffeeshops in der Straße innerhalb von zehn Jahren umgewidmet werden sollten.

## Lederszene
In der Warmoesstraat gibt es mehrere Geschäfte und Lokale, die sich an homosexuelle Männer mit einem Lederfetisch richten und den Ort zu einem Zentrum der Amsterdamer Lederszene machen. Diese Subkultur trat Mitte der 1950er Jahre in Erscheinung, als das „Homohotel“ Tiemersma in der Warmoesstraat 20 eröffnete. Als Dependance eröffnete 1965 die Lederbar Argos im Heintjehoeksteeg, die später in die Warmoesstraat verlegt wurde. Es folgten später die Lederbars The Eagle und Dirty Dicks und die (2016 geschlossene) Diskothek Cockring/Warehouse.

## Hotel Krasnapolsky
Das Hotel Krasnapolsky (saloppe Kurzbezeichnung: Kras) am südlichen Ende der Warmoestraat (offizielle Adresse: Dam 9) wurde 1885 vom deutschen Einwanderer Wilhelm Krasnapolsky in einem ehemaligen Kaffeehausgebäude eingerichtet. Es ist vollständig im Belle-Époque-Stil eingerichtet und beherbergt das älteste im originalen Zustand erhaltene Restaurant Amsterdams.
Der Wintergarten, der sich in der Warmoesstraat 169 befindet, wurde 1879/1880 nach einem Entwurf des Architekten Gerlof Salm gestaltet.
Zu dieser Zeit war die Verwendung von Glas und Eisen noch eine Neuheit. Auch die Konstruktion mit gusseisernen Säulen sollte den Raum verschönern. Auch die Verwendung von elektrischer Beleuchtung war für die damalige Zeit sehr modern. Der Wintergarten soll Gerard Philips zur Gründung einer Glühlampenfabrik inspiriert haben. Nach der Restaurierung im Jahr 1989 ist der Bereich wieder in voller Pracht zu sehen.

## Besondere Häuser
- Die ehemalige Polizeistation Warmoesstraat (Nr. 44–50). In diesem ehemaligen sozialen Brennpunkt arbeitete unter anderen der spätere Kriminalromanautor Albert Cornelis Baantjer, der hier den Stoff für seine Geschichten gewann.
- Geels & Co, Warmoesstraat 67. Kaffee- und Teerösterei mit Laden und Kaffee- und Teemuseum im Obergeschoss. Der Laden und Teile der Inneneinrichtung sind über 160 Jahre alt.

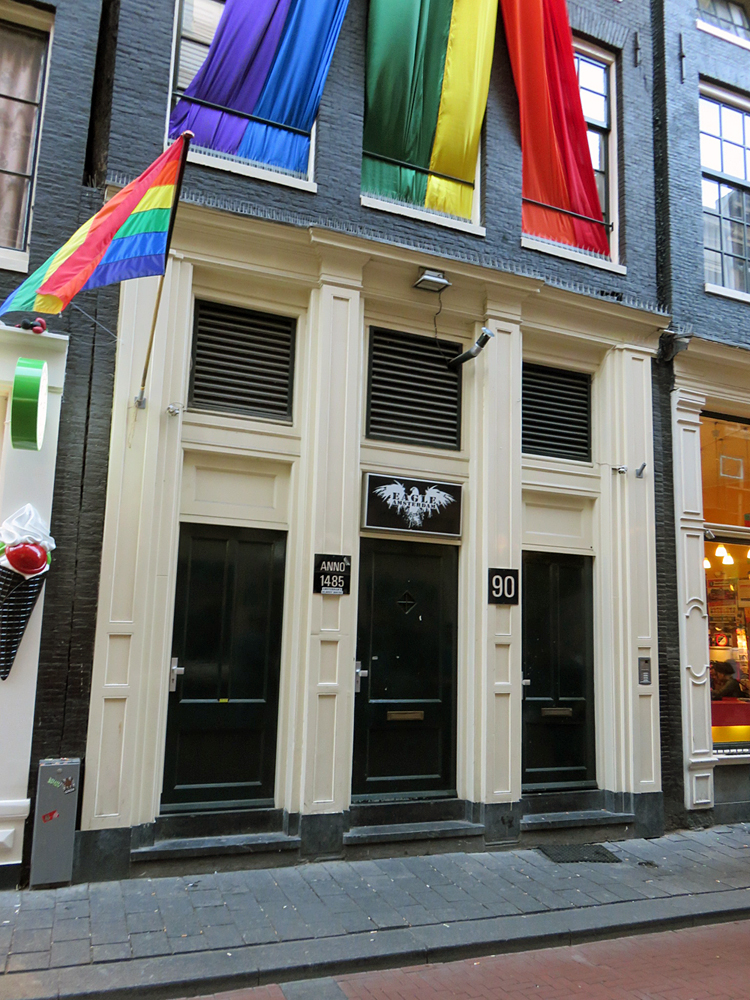
Das „älteste Haus“ von 1485 an der Warmoesstraat 90; zur Zeit befindet sich die Lederbar The Eagle darin

- Im Haus De Vergulde Pauw, Warmoesstraat 69, wohnten nach ihrer Hochzeit 1522 Pieter Gerritz Bicker, der spätere Bürgermeister von Amsterdam, mit seiner Gemahlin Anna Codde[6]
- Ältestes bestehendes Wohnhaus in Amsterdam, Warmoesstraat 90. Im Juni 2012 wurde hinter den Fassaden und Umbauten ein Holzhaus aus der Zeit um 1485 „entdeckt“. Dieser Fund löst das bisher als ältestes Haus geltende Gebäude am Beginenhof aus dem Jahr 1530 ab.[7]
- Wijs en Zonen, Warmoesstraat 102: Kaffee- und Teerösterei mit Laden. Der Laden ist seit dem 18. Jahrhundert nahezu unverändert geblieben. Die Betreiber gelten als Hoflieferanten.
- Rückwärtige Fassade der Amsterdamer Börse, Warmoesstraat 110 mit einer 1937 gefertigten Skulptur von Joost van den Vondel (Gerarda Rueter)
- 'In het Paradijs', Warmoesstraat 148. Früher war es eines der schönsten Häuser der Stadt. Im 15./16. Jahrhundert das Haus von Haesje Claes, einer mutmaßlichen Mitbegründerin des Amsterdamer Bürgerlichen Waisenhauses.
- Eine ehemalige Druckerei in der Warmoesstraat 153–157. Seit 1994 der Versammlungsort der Studentenverbindung ASC/AVSV.
- Kloster der Zusters Augustinessen van Sint Monica, Warmoesstraat 159. Die Augustinerinnen beherbergen dort seit langem Obdachlose.
- Hinterhausfassade Warmoesstraat 34 (zu sehen vom Damrak). Schönes Beispiel einer Vier-Fenster-Fassade am Wasser im Louis-seize-Stil (um 1770–1800), mit einem geschnitzten geraden Gesims mit Feston und einem großen dreieckigen Frontongiebel über dem Mittelteil.

## Verkehr
Die Warmoesstraat gilt als Fußgängerzone und verfügt nur über eine enge Fahrgasse, die von PKW oder Lieferwagen lediglich zwischen 7 und 12 Uhr zum kurzen Be- und Entladen in süd-nördlicher Richtung befahren werden darf.